# Marquesado de Toca
El marquesado de Toca, es un título nobiliario español creado el 30 de octubre de 1866 por la reina Isabel II a favor de Melchor Sánchez de Toca y Sáenz de Lobera, médico de la Real Cámara.

## Marqueses de Toca
|                                  | Titular                                   | Periodo                |
| Creación por Isabel II           | Creación por Isabel II                    | Creación por Isabel II |
| -------------------------------- | ----------------------------------------- | ---------------------- |
| I                                | Melchor Sánchez de Toca y Sáenz de Lobera | 1866-1881              |
| II                               | Mariano Sánchez de Toca y Calvo           | 1881-1900              |
| III                              | Pedro José Sánchez de Toca y Calvo        | 1900-1937              |
| Rehabilitación por Juan Carlos I |                                           |                        |
| IV                               | Miguel Fernando Sánchez de Toca y Catalá  | 1981-1997              |
| V                                | Fernando María Sánchez de Toca y Martín   | 1997-actual titular    |

## Historia de los marqueses de Toca
I. Melchor Sánchez de Toca y Sáenz de Lobera, i marqués de Toca. Fue médico de la reina Isabel II y presidente de la Real Academia Nacional de Medicina.
Le sucedió en 1881, su hijo:
II. Mariano Sánchez de Toca y Calvo, ii marqués de Toca.
Sin descendencia. En 1900 le sucedió su hermano:

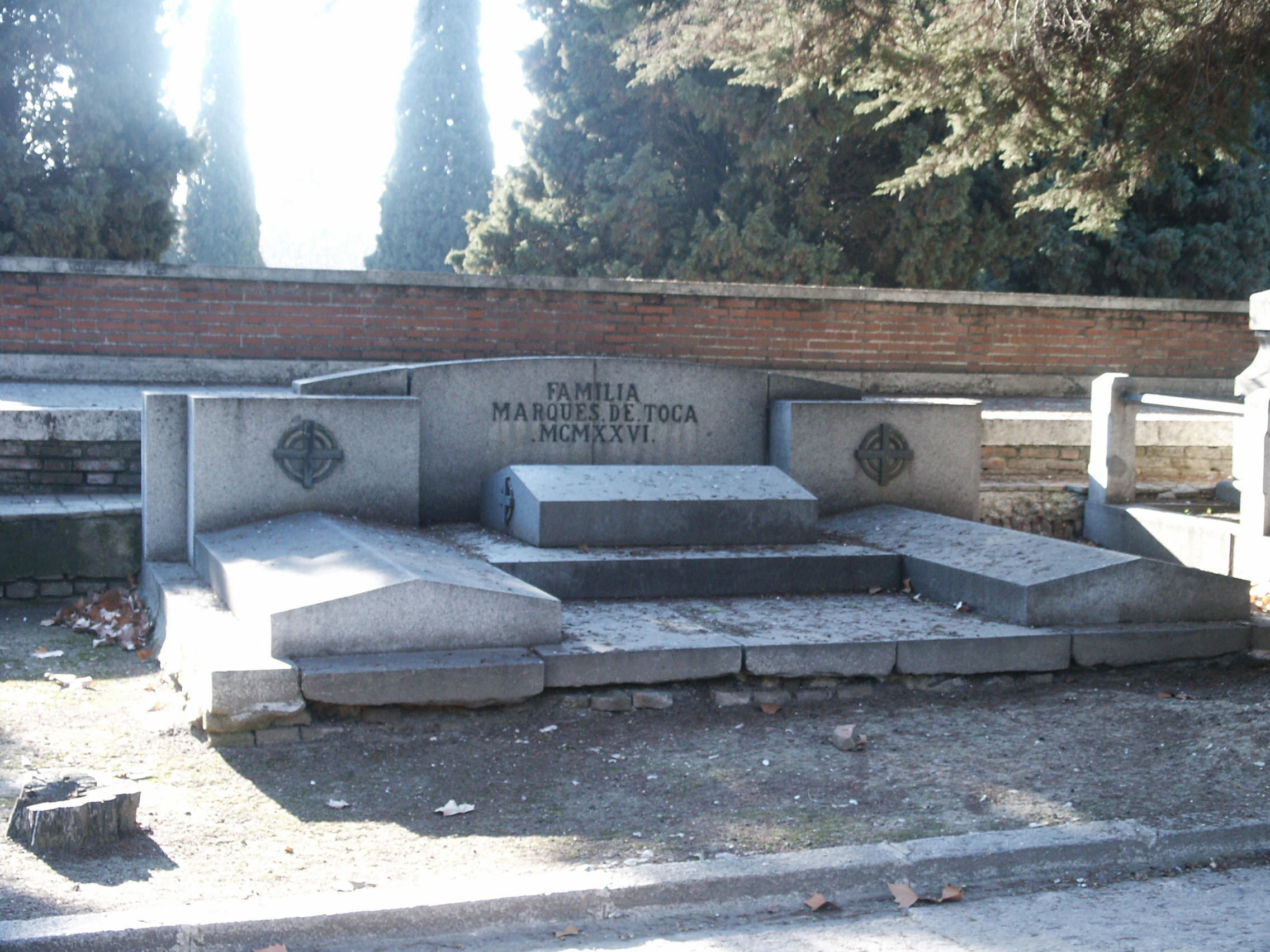
Mausoleo del Marqués de Toca en el Cementerio de la Almudena, Madrid.

III. Pedro José Sánchez de Toca y Calvo (1848-1937), iii marqués de Toca.
Casó con María Cristina Muñoz y Bernaldo de Quirós, i marquesa de Somió. En 1981 le sucedió, por rehabilitación, su nieto:
IV. Miguel Fernando Sánchez de Toca y Catalá (1933-2006), grande de España, iv marqués de Toca, iii duque de Vista-Alegre.
Hijo Fernando Sánchez de Toca y Muñoz, iii duque de Vista-Alegre, y María Gracia Catalá y Benet. Casó con Basilisa Martín y Heredero. En 1997, por cesión, le sucedió su hijo:
V. Fernando María Sánchez de Toca y Martín (n. en 1967), grande de España, v marqués de Toca, iv duque de Vista-Alegre
Casó con María Eugenia Gómez Torres.